# Alessandro Celin
Alessandro Padovani Celin es un futbolista brasileño nacido el 11 de septiembre de 1989 en Castelo. Juega como delantero en el equipo Kelantan FA de la Superliga de Malasia.

## Trayectoria
Alessandro Celin inició antes de empezar su carrera profesional en la Agremiação Sportiva Arapiraquense,con el que ganó un Campeonato Alagoano,  pasó por los escalafones inferiores del Clube Atlético Mineiro cuando tenía 14 años de edad.
Celin ficha el 27 de julio de 2011 por el Gwangju FC de la K League Classic surcoreana.Hizo su debut en un partido disputado contra el Busan IPark Football Club el 25 de septiembre de 2011.
Hizo algunas pruebas con diferentes clubes, entre los que estaban el West Ham United y el Fulham Football Club ingleses, pero ninguna fructifico por lo que siguió siendo agente libre. 
Después de los ensayos de Inglaterra que terminó fichando por el South China de Hong Kong.Jugó 14 partidos y marco 4 goles. Fue campeón de la Liga Premier de Hong Kong.
El 18 de octubre de 2013, ficha por el Volyn Lutsk ucraniano de la Liga Premier.

## Palmarés
- Campeonato Alagoano:2011
- Liga Premier de Hong Kong:2012/13

## Enlaces Exteriores
- http://es.soccerway.com/players/alessandro-padovani-celim/177455/
- http://www.ceroacero.es/jogador.php?id=235541
- http://www.transfermarkt.es/alessandro-celin/profil/spieler/210109
- http://www.mismarcadores.com/jugador/celin-alessandro/zymY7beC/

- Datos: Q4716324
- Multimedia: Alessandro Padovani Celin / Q4716324